# Iridomyrmex cephaloinclinus
Iridomyrmex cephaloinclinus es una especie de hormiga del género Iridomyrmex, subfamilia Dolichoderinae. Fue descrita científicamente por Shattuck en 1993.
Se distribuye por Australia. Vive en microhábitats como entornos rurales, arbustos y la vegetación.